# جاكوب يوهانسون (لاعب كرة قدم)
جاكوب يوهانسون (بالدنماركية: Jakob Johansson)‏ (6 أغسطس 1998 - ) هو لاعب كرة قدم دانمركي في مركز الهجوم.

## وصلات خارجية
- جاكوب يوهانسون على موقع قاعدة بيانات كرة القدم.إي يو (الإنجليزية)
- جاكوب يوهانسون على موقع Soccerway.com (الإنجليزية)